# 非常家務事
《非常家務事》（英語：A Family Affair）是2024年Netflix原創美國浪漫喜劇電影，由理查·拉葛瑞夫尼斯執導，凱莉·所羅門（Carrie Solomon）編劇，喬·羅斯和傑夫·基申鮑姆監製。演員陣容包括妮可·基嫚、柴克·艾弗隆、喬伊·金、萊莎·寇希、凱西·貝茲和莎莉·麥克琳。
電影於2024年6月28日在Netflix全球同步上映。

## 劇情
扎菈（喬伊·金飾）是電影明星克里斯·寇爾（柴克·艾弗隆飾）的前助理，她發現她的母親布魯克（妮可·基嫚飾）竟然和自己的前老闆正在熱戀中。根據扎菈對克里斯的瞭解，她必須想辦法阻止母親繼續和克里斯這種自私自利的人交往。

## 演員及角色
| 演員        | 角色                         | 描述                                         |
| ----------- | ---------------------------- | -------------------------------------------- |
| 柴克·艾弗隆 | 克里斯·寇爾 Chris Cole       | 好萊塢知名演員。                             |
| 喬伊·金     | 扎菈·福德 Zara Ford          | 克里斯的前助理。                             |
| 妮可·基嫚   | 布魯克·哈伍德 Brooke Harwood | 扎菈的寡母，克里斯的約會對象。               |
| 萊莎·寇希   | 尤金妮 Eugenie               | 扎菈的好友。                                 |
| 凱西·貝茲   | 萊拉·福德 Leila Ford         | 扎菈的祖母，布魯克的婆婆。                   |
| 雪莉·寇拉   | 史黛拉 Stella                | 扎菈的編劇朋友，扎菈想說服她幫忙改寫電影劇本 |

## 製作
2022年6月14日，宣布妮可·基嫚、柴克·艾弗隆和喬伊·金將領銜主演一部未命名的喜劇電影，由理查·拉葛瑞夫尼斯執導，拉葛瑞夫尼斯和凱莉·所羅門（Carrie Solomon）共同編劇。本電影由《愛愛愛上你》的製作公司之一羅斯/基申鮑姆影業為Netflix製作，喬·羅斯、傑夫·基申鮑姆和艾莉莎·奧特曼（Alyssa Altman）擔任電影監製。2022年8月2日，凱西·貝茲和萊莎·寇希加入劇組，分別飾演扎菈的祖母和摯友。
電影主體拍攝於2022年8月開始至10月結束，主要取景地點在喬治亞州亞特蘭大。2024年3月，因惡劣天氣影響，劇組在加利福尼亞州馬里布重新進行額外拍攝。

## 發行
《非常家務事》原先預定於2023年11月17日在Netflix上映，卻受到2023年美國演員工會大罷工影響而延後電影上映日期。2024年2月，電影出現在Netflix的「2024年即將上映清單」（Next on Netflix）。同年4月，《非常家務事》的上映日期確認為2024年6月28日。5月29日，電影首支預告上線。

## 外部連結
- 互联网电影数据库（IMDb）上《非常家務事》的资料（英文）
- 在Netflix上觀看《非常家務事》
- 豆瓣电影上《非常家務事》的資料 （简体中文）
- 爛番茄上《非常家務事》的資料（英文）
- Metacritic上《非常家務事》的資料（英文）